# 2014年世界ジュニア柔道選手権大会
2014年世界ジュニア柔道選手権大会（第19回世界ジュニア柔道選手権大会）は、アメリカ合衆国のフォートローダーデールで2014年の10月22日から10月26日まで開催された
。2014年からはシニアに続いてジュニアでも世界ランキングが創設されたことに伴い、このランキングに基づいて各階級のシード選手が決定されることになった。また、今大会の最優秀選手に男子はエゴール・ムグドシャン、女子は近藤亜美が選出された。

## 大会結果

### 男子
| Event       | 金                           | 銀                               | 銅                                                    |
| ----------- | ---------------------------- | -------------------------------- | ----------------------------------------------------- |
| 55kg以下級  | 梅北亘                       | カマル・フィクリ                 | バヤラー・アマルトゥブシン ガンバータル・バトトルガ   |
| 60kg以下級  | フランシスコ・ガリゴス       | ツェンドオチル・ツォグトバータル | メフマン・サディゴフ チェ・インヒョク                 |
| 66kg以下級  | エゴール・ムグドシャン       | 阿部一二三                       | リカルド・サントス・ジュニア バールーフ・シュマイロフ |
| 73kg以下級  | 安昌林                       | 山本悠司                         | ヌーノ・サライバ コバ・ムチェドリシビリ               |
| 81kg以下級  | ラファエル・マセド           | ミハイル・イゴルニコフ           | レバン・グガバ パプ・ドゥドゥ・ンディアイ             |
| 90kg以下級  | トート・クリスティアーン     | ニコロス・シェラザディシビリ     | ベカ・グビニアシビリ マックス・デ・フレーゼ           |
| 100kg以下級 | 後藤隆太郎                   | ニヤス・イリアソフ               | ウルフ・アロン ラマザン・マルスイゲノフ               |
| 100kg超級   | ウルジバヤル・ドゥレンバヤル | グガ・キボルドザリゼ             | ヤキフ・ハンモ ルスラン・シャフバゾフ                 |

### 女子
| Event      | 金                         | 銀                                 | 銅                                                      |
| ---------- | -------------------------- | ---------------------------------- | ------------------------------------------------------- |
| 44kg以下級 | 坂口仁美                   | ラリッサ・ファリアス               | メリサ・チャクマクリ オルファ・サウディ                 |
| 48kg以下級 | 近藤亜美                   | ディララ・ロクマンヘキム           | アレクサンドラ・ポップ パトリシア・セケリー             |
| 52kg以下級 | アマンディーヌ・ブシャール | アレクサンドラ・フローリアン       | 内尾真子 アストリド・ネト                               |
| 57kg以下級 | 玉置桃                     | 出口クリスタ                       | カトリーヌ・ボーシュマン＝ピナール ダリア・メジェツカヤ |
| 63kg以下級 | 嶺井美穂                   | 鍋倉那美                           | ビビアン・ヘルマン ジェミマ・イエーツ＝ブラウン         |
| 70kg以下級 | バルバラ・マティッチ       | エボニー・ドライスデール＝デイリー | メリッサ・エレーヌ マリー＝エヴ・ガイエ                 |
| 78kg以下級 | サラ・ムズギ               | サマ＝アワ・カマラ                 | アナ＝ラウラ・ポルトゥオンド・イサシ ベアタ・パツト     |
| 78kg超級   | 朝比奈沙羅                 | アナスタシヤ・サプサイ             | マルリン・ビベロス マリーヌ・エルブ                     |

## 国別団体戦

### 男子
| 優勝                                                         | 2位 | 3位                                                                                                  | 3位                                                                 |
| 日本 阿部一二三 山本悠司 尾方寿應 佐藤正大 向翔一郎 小川雄勢 | ジョージア ゲラ・ケリハシビリ コバ・ムチェドリシビリ ウシャンギ・マルギアニ ベカ・グビニアシビリ グラム・ツシシビリ | ロシア エゴール・ムグドシャン ウルスハンベク・バラエフ ミハイル・イゴルニコフ ルスラン・シャフバゾフ | 韓国 アン・バウル 安昌林 イ・ムンジン キム・ジェユン チェ・ミニョン |

### 女子
| 優勝                                                                      | 2位 | 3位 | 3位                                                               |
| 日本 近藤亜美 内尾真子 出口クリスタ 嶺井美穂 鍋倉那美 池絵梨菜 朝比奈沙羅 | フランス アマンディーヌ・ブシャール サラ・アラシ マリ・コラリー マリー＝エヴ・ガイエ サマ＝アワ・カマラ | ロシア ザリーナ・バビニャン ダリア・メジェツカヤ ディアナ・ジガロス エカテリーナ・トカレワ エカテリーナ・イノゼムツェワ | 韓国 パク・ダソル パク・ダウン 安沙好 チョン・ヘジン ハン・ミジン |

### 各国メダル数
| 順 | 国・地域         | 金 | 銀 | 銅 | 計 |
| -- | ---------------- | -- | -- | -- | -- |
| 1  | 日本             | 9  | 4  | 2  | 15 |
| 2  | フランス         | 1  | 3  | 5  | 9  |
| 3  | ロシア           | 1  | 2  | 5  | 8  |
| 4  | モンゴル         | 1  | 1  | 2  | 4  |
| 5  | ブラジル         | 1  | 1  | 1  | 3  |
| 6  | スペイン         | 1  | 1  | 0  | 2  |
| 7  | 韓国             | 1  | 0  | 3  | 4  |
| 8  | チュニジア       | 1  | 0  | 1  | 2  |
| 9  | クロアチア       | 1  | 0  | 0  | 1  |
| 9  | ブラジル         | 1  | 0  | 0  | 1  |
| 11 | ジョージア       | 0  | 2  | 3  | 5  |
| 12 | イギリス         | 0  | 1  | 1  | 2  |
| 12 | ルーマニア       | 0  | 1  | 1  | 2  |
| 12 | トルコ           | 0  | 1  | 1  | 2  |
| 12 | ウクライナ       | 0  | 1  | 1  | 2  |
| 16 | カナダ           | 0  | 0  | 2  | 2  |
| 16 | ドイツ           | 0  | 0  | 2  | 2  |
| 18 | アゼルバイジャン | 0  | 0  | 1  | 1  |
| 18 | エクアドル       | 0  | 0  | 1  | 1  |
| 18 | イスラエル       | 0  | 0  | 1  | 1  |
| 18 | オランダ         | 0  | 0  | 1  | 1  |
| 18 | ポーランド       | 0  | 0  | 1  | 1  |
| 18 | ポルトガル       | 0  | 0  | 1  | 1  |

### 男子
| 55kg級    | 日本       | 梅北亘                       | ランキング外                                  |
| 60kg級    | スペイン   | フランシスコ・ガリゴス       | 1位（シニアの世界ランキングは49位）           |
| 66kg級    | ロシア     | エゴール・ムグドシャン       | 5位                                           |
| 73kg級    | 韓国       | 安昌林                       | ランキング外（シニアの世界ランキングは183位） |
| 81kg級    | ブラジル   | ラファエル・マセド           | 1位                                           |
| 90kg級    | ハンガリー | トート・クリスティアーン     | 23位（シニアの世界ランキングは3位）           |
| 100kg級   | 日本       | 後藤隆太郎                   | 32位                                          |
| 100kg超級 | モンゴル   | ウルジバヤル・ドゥレンバヤル | ランキング外（シニアの世界ランキングは24位）  |

### 女子
| 44kg級   | 日本       | 坂口仁美                   | 17位                                                 |
| 48kg級   | 日本       | 近藤亜美                   | ランキング外（シニアの世界ランキングは3位）          |
| 52kg級   | フランス   | アマンディーヌ・ブシャール | ランキング外（シニアの世界ランキングは48kg級で10位） |
| 57kg級   | 日本       | 玉置桃                     | 21位                                                 |
| 63kg級   | 日本       | 嶺井美穂                   | 54位                                                 |
| 70kg級   | クロアチア | バルバラ・マティッチ       | 8位（シニアの世界ランキングは10位）                  |
| 78kg級   | チュニジア | サラ・ムズギ               | 10位                                                 |
| 78kg超級 | 日本       | 朝比奈沙羅                 | ランキング外（シニアの世界ランキングは49位）         |

（出典、JudoInside.com）。

### 男子
| 55kg級    | ドミニカ共和国 | ラファエル・オルベ・コンセプシオン | 3回戦敗退 |
| 60kg級    | スペイン       | フランシスコ・ガリゴス             | 金メダル  |
| 66kg級    | コスタリカ     | ジュリアン・サンチョ               | 3回戦敗退 |
| 73kg級    | ブラジル       | リンコウン・ネベス                 | 7位       |
| 81kg級    | ブラジル       | ラファエル・マセド                 | 金メダル  |
| 90kg級    | オランダ       | マックス・デフレーゼ               | 銅メダル  |
| 100kg級   | ロシア         | ニヤス・イリアソフ                 | 銀メダル  |
| 100kg超級 | プエルトリコ   | ルイス・コンセプシオン             | 不出場    |

### 女子
| 44kg級   | ブルガリア | ボリスラワ・ダミャノワ   | 初戦敗退  |
| 48kg級   | トルコ     | ディララ・ロクマンヘキム | 銀メダル  |
| 52kg級   | ブラジル   | ジェシカ・ペレイラ       | 5位       |
| 57kg級   | ポーランド | アンナ・ボロウスカ       | 初戦敗退  |
| 63kg級   | ハンガリー | ゲルチャーク・サビナ     | 2回戦敗退 |
| 70kg級   | オランダ   | サンネ・ファンデイケ     | 7位       |
| 78kg級   | ウクライナ | アナスタシヤ・トゥルチン | 初戦敗退  |
| 78kg超級 | ドイツ     | ミケーレ・ゴシン         | 7位       |

（出典、JudoInside.com）。

## 外部サイト
- World Junior Championships U21 Miami, 2014
- World Junior Team Championships Fort Lauderdale